# Scotorepens greyi
Scotorepens greyi (Gray, 1842) è un pipistrello della famiglia dei Vespertilionidi diffuso in Australia.

## Descrizione

### Dimensioni
Pipistrello di piccole dimensioni, con la lunghezza della testa e del corpo tra 37 e 53 mm, la lunghezza dell'avambraccio tra 27 e 35 mm, la lunghezza della coda tra 25 e 48,5 mm, la lunghezza delle orecchie tra 10 e 13 mm e un peso fino a 11 g.

### Aspetto
Le parti dorsali variano dal bruno-giallastro al bruno-rossastro, mentre le parti ventrali sono grigio chiare. Il muso è molto largo, dovuto principalmente alla presenza di due masse ghiandolari sui lati. Inoltre è presente un distinto tubercolo tra l'angolo posteriore del muso e la base dell'orecchio. Le orecchie sono relativamente larghe, bruno-giallastre, con il margine anteriore leggermente convesso, la punta arrotondata e il lobo basale anteriore piccolo. Il trago è curvato in avanti, con il bordo anteriore leggermente concavo e quello posteriore convesso. La coda è lunga ed inclusa completamente nell'ampio uropatagio.

### Ecolocazione
Emette ultrasuoni a basso ciclo di lavoro sotto forma di impulsi di breve durata con una frequenza iniziale a 38,38±0,88 kHz, finale a 64,51±9,47 kHz e massima energia a 40,06±0,82 kHz.

## Biologia

### Comportamento
Si rifugia in colonie fino a 20 esemplari nelle cavità degli alberi, edifici abbandonati ed altre strutture disponibili.

### Alimentazione
Si nutre di insetti.

## Distribuzione e habitat
Questa specie è diffusa nell'Australia occidentale nord-occidentale e settentrionale, Territorio del Nord, Queensland escluso la Penisola di Capo York, Australia meridionale nord-orientale e Nuovo Galles del Sud.
Vive nei boschi aridi e nelle pianure vicino a specchi d'acqua.

## Conservazione
La IUCN Red List, considerato il vasto areale, la popolazione numerosa e la presenza in diverse aree protette, classifica S.greyi come specie a rischio minimo (Least Concern)).